# 弯梗紫堇
弯梗紫堇（学名：Corydalis pseudobalfouriana）为罂粟科紫堇属下的一个种。

## 扩展阅读
- 維基物種上的相關：弯梗紫堇